# IC 4182
IC 4182 est une petite galaxie spirale magellanique rapprochée et située dans la constellation des Chiens de chasse. Sa vitesse par rapport au fond diffus cosmologique est de 550 ± 16 km/s, ce qui correspond à une distance de Hubble de 8,11 ± 0,62 Mpc (∼26,5 millions d'al). IC 4182 a été découverte par l'astronome allemand Max Wolf en 1903.
La classe de luminosité d'IC 4182 est V et elle présente une large raie HI
En raison d'une brillance de surface égale à 14,34 mag/am2, on peut qualifier IC 4182 de galaxie à faible brillance de surface (LSB en anglais pour low surface brightness). Les galaxies LSB sont des galaxies diffuses (D) avec une brillance de surface inférieure de moins d'une magnitude à celle du ciel nocturne ambiant.

## Morphologie

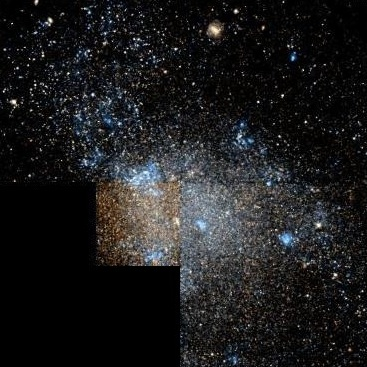
télescope spatial Hubble.

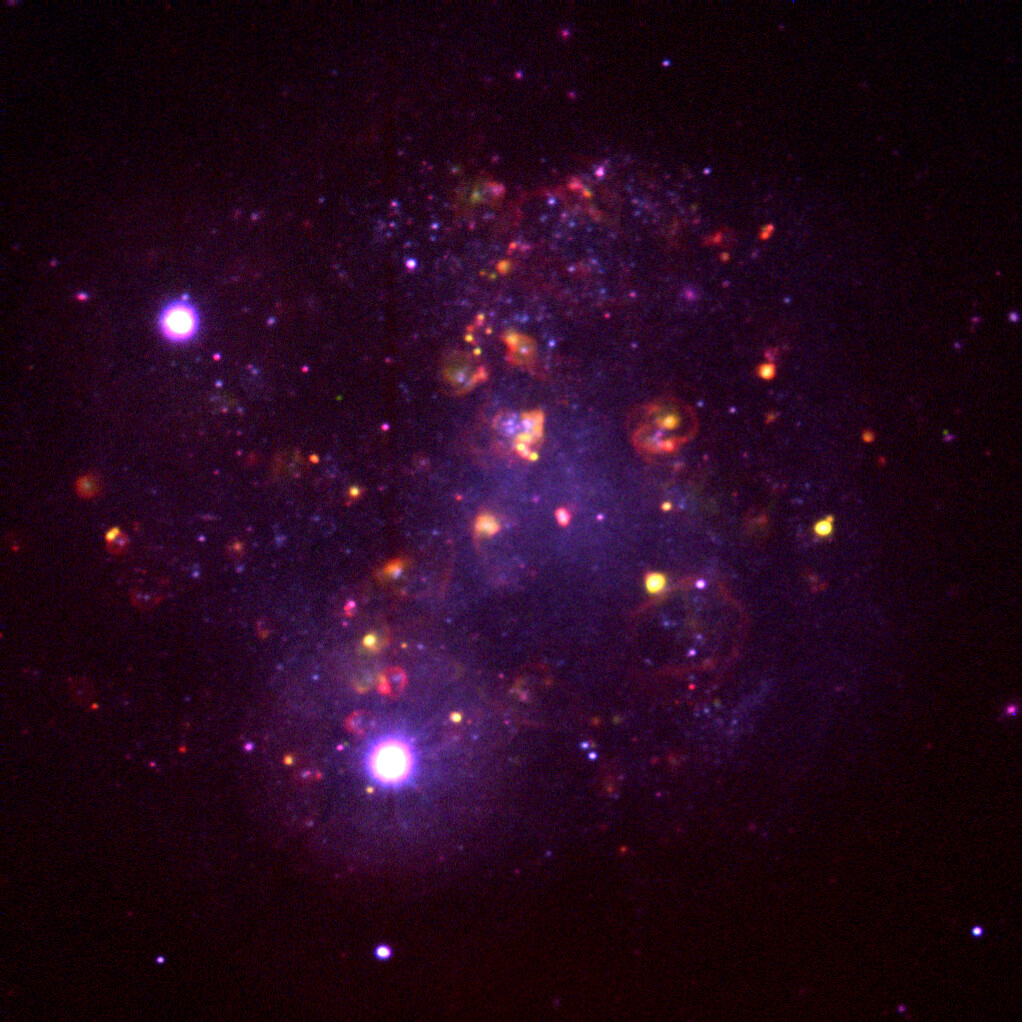
IC 4182 (G.J.Jacoby, M.J.Pierce/NOIRLab/NSF/AURA/).

Eskridge, Frogel et Pogge ont publié un article en 2002 décrivant la morphologie de 205 galaxies spirales ou lenticulaires rapprochées. Les observations ont été réalisées dans la bande H de l'infrarouge et dans la bande B (le bleu). Selon Eskridge et ses collègues, IC 4182 est de type Sm dans la bande B et dI dans la bande H. Le noyau ponctuel d'IC 4182 est intégré dans un disque diffus de faible brillance de surface. Il n'y a aucune structure spiralée visible dans cette galaxie, mais quelques régions de formation d'étoiles inégalement réparties.

## Distance d'IC 4182
Cette galaxie est trop rapprochée du Groupe local et on ne peut utiliser le décalage vers le rouge pour déterminer sa distance. Cependant, à ce jour, plus d'une cinquantaine de mesures non basées sur le décalage vers le rouge (redshift) donnent une distance de 4,199 ± 0,790 Mpc (∼13,7 millions d'al).

## Groupe de NGC 5005
Selon A. M. Garcia, IC 4182 est possiblement un des membres du Groupe de NGC 5005. Ce groupe de galaxies compte au moins 16 membres. Les autres galaxies du groupe sont NGC 4861, NGC 5002, NGC 5005, NGC 5014, NGC 5033, NGC 5107, NGC 5112,  IC 4213, UGC 8181, UGC 8246, UGC 8261, UGC 8303, UGC 8314, UGC 8315 et UGC 8323.
Abraham Mahtessian mentionne aussi l'existence de ce groupe, mais il n'y figure que quatre galaxies, soit NGC 5005, NGC 5014, NGC 5033 et IC 4213. De plus, Abraham Mahtessian place IC 4182 dans le groupe de M101.
Avec une distance distance de Hubble inférieure à 5 Mpc, confirmée par un vaste échantillon de mesures indépendantes du décalage vers le rouge, il est peu probable que cette galaxie fasse partie de ce groupe de galaxies, car elle est au moins deux fois plus rapprochées de la Voie lactée que les autres membres de ce groupe.  Notons que la base de données Simbad mentionne que IC 4182 est la galaxie la plus brillante d'un groupe de galaxie sans indiquer de quel groupe il s'agit. C'est une erreur évidente s'il s'agit du groupe de NGC 5005, car elle n'est pas la plus lumineuse de ce groupe et elle n'appartient sans doute pas à ce groupe.